# Ottone, Emilia-Romagna
Ottone är en ort och kommun i provinsen Piacenza i regionen Emilia-Romagna i Italien. Kommunen hade 485 invånare (2018).